# Synthecium gordoni
Synthecium gordoni is een hydroïdpoliep uit de familie Syntheciidae. De poliep komt uit het geslacht Synthecium. Synthecium gordoni werd in 2003 voor het eerst wetenschappelijk beschreven door Vervoort & Watson. 